# Zale'n-gam

Bandera del futur estat de Zale'n-gam

Zale'n-gam (Terra de la llibertat) és el nom escollit pels nacionalistes kukis per designar al seu futur estat independent format per territori a l'Índia (Manipur, Mizoram, Nagaland i districte de Karbi Anglong a Assam) i els territoris kukis de Birmània. S'admet la possibilitat de crear dos estats en temps diferents: Zele'n-gan oriental (a Birmània), i Zale'n-gam Occidental, a l'Índia.
La bandera proposada per aquest estat seria de tres franges, verda, vermella i blava, la vermella de doble amplada que les altres (1:2:1)